# 波木遙
波木遙（日语：波木はるか，1993年7月7日—），日本前AV女優。所屬事務所是GFT。

## 個人簡歷
出身於東京都。興趣是打掃，擅長游泳。
2015年3月以「一之瀨遙（一ノ瀬はるか，いちのせ はるか）」為藝名，成為S1的專屬女優在AV界出道。演出5部作品。
同年8月30日於官方部落格宣布，10月將移到Max-A並以「波木遙」為藝名重新出道。
2017年12月成為KM Produce和「宇宙企劃」的專屬女優。
2019年4月12日於個人Twitter上宣布於同年6月2日自AV界引退。

## 外部連結
- はるかのチラみせ （页面存档备份，存于） - 官方部落格（2015年3月5日 - ）